# Zona umida

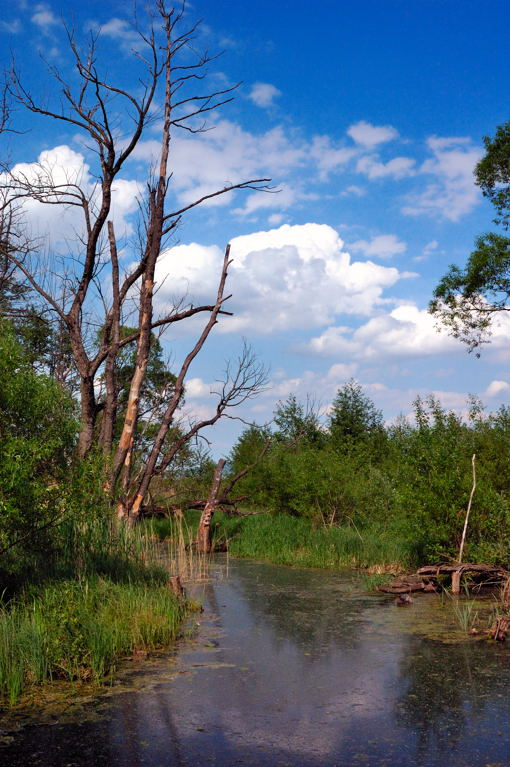
Zona umida nei pressi del fiume Rudava (Slovacchia)

Una zona umida è qualsiasi tipo di ambiente naturale caratterizzato in qualche modo dalla compresenza di terreno e acqua.

## Descrizione

### Definizione di Ramsar
Più specificamente e ai sensi della Convenzione internazionale di Ramsar, per "zone umide" s'intendono «...le paludi e gli acquitrini, le torbiere oppure i bacini, naturali o artificiali, permanenti o temporanei, con acqua stagnante o corrente, dolce, salmastra, o salata, ivi comprese le distese di acqua marina la cui profondità, durante la bassa marea, non supera i sei metri.» I siti che possiedono tali caratteristiche e che rivestono una importanza internazionale soprattutto come habitat degli uccelli acquatici, possono essere inclusi nella "lista delle zone umide di importanza internazionale" approvata dalla convenzione stessa.
Possono essere quindi considerate "zone umide": i laghi, le torbiere, i fiumi e le foci, gli stagni, le lagune, le valli da pesca, le paludi salmastre, i litorali con le acque marine costiere. Ed inoltre, tra le opere artificiali, le casse di espansione, gli invasi di ritenuta, le cave di inerti per attività fluviale, i canali, le saline e le vasche di colmata. I siti Ramsar individuati in Italia sono attualmente 51 per una superficie totale di 60.052 ettari.

### Importanza
Le zone umide rivestono una notevole importanza per diversi aspetti:
- idrogeologico, in quanto svolgono la funzione di attenuazione e regolazione dei fenomeni come le piene dei fiumi. Le paludi adiacenti ai corsi d'acqua, ad esempio, creano un effetto spugna cioè raccolgono le acque durante le piene - rallentando il deflusso delle acque e riducendo il rischio di alluvioni - restituendole poi durante i periodi di magra. Sono, inoltre, importanti serbatoi per le falde acquifere;
- chimico e fisico, infatti sono trappole per nutrienti. La ricca e diversificata vegetazione delle zone umide conferisce a questi ambienti la capacità di assimilare nutrienti, cioè composti di potassio e azoto, e la possibilità di creare condizioni favorevoli per la decomposizione microbica della sostanza organica;
- biologico, perché rappresentano, a livello mondiale, una delle tipologie di habitat più importanti per la conservazione della biodiversità. Tra gli uccelli minacciati di estinzione, ad esempio, 146 specie dipendono dalle zone umide che, dopo le foreste e le praterie/savane, rappresentano il terzo gruppo di ambienti per numero di specie minacciate;
- produttivo, per la loro importanza nei settori dell'ittiocoltura o della molluscocoltura, e per la produzione di sale;
- educativo e culturale, grazie alle svariate attività, tra cui in particolare il birdwatching, legate a questi luoghi. In Italia le oasi naturalistiche del WWF e della LIPU, molto frequentate dai visitatori, costituiscono luoghi elettivi per l'osservazione dell'avifauna acquatica; inoltre in molte zone sono ancora presenti vecchi manufatti che testimoniano la presenza di antiche attività umane legate alle zone umide:
- scientifico: dallo studio dei profili pollinici nelle torbiere, ad esempio, è possibile ricostruire le vicende ecologiche, climatiche ed evolutive del territorio in cui questi ambienti sono situati.

### Minacce
Metà delle zone umide del mondo sono state perse e la maggior parte delle distruzioni sono avvenute negli ultimi 50 anni. Le cause principali sono: la distruzione diretta, le specie aliene, l'agricoltura e l'industria.